# Corea del Norte en los Juegos Olímpicos de Río de Janeiro 2016

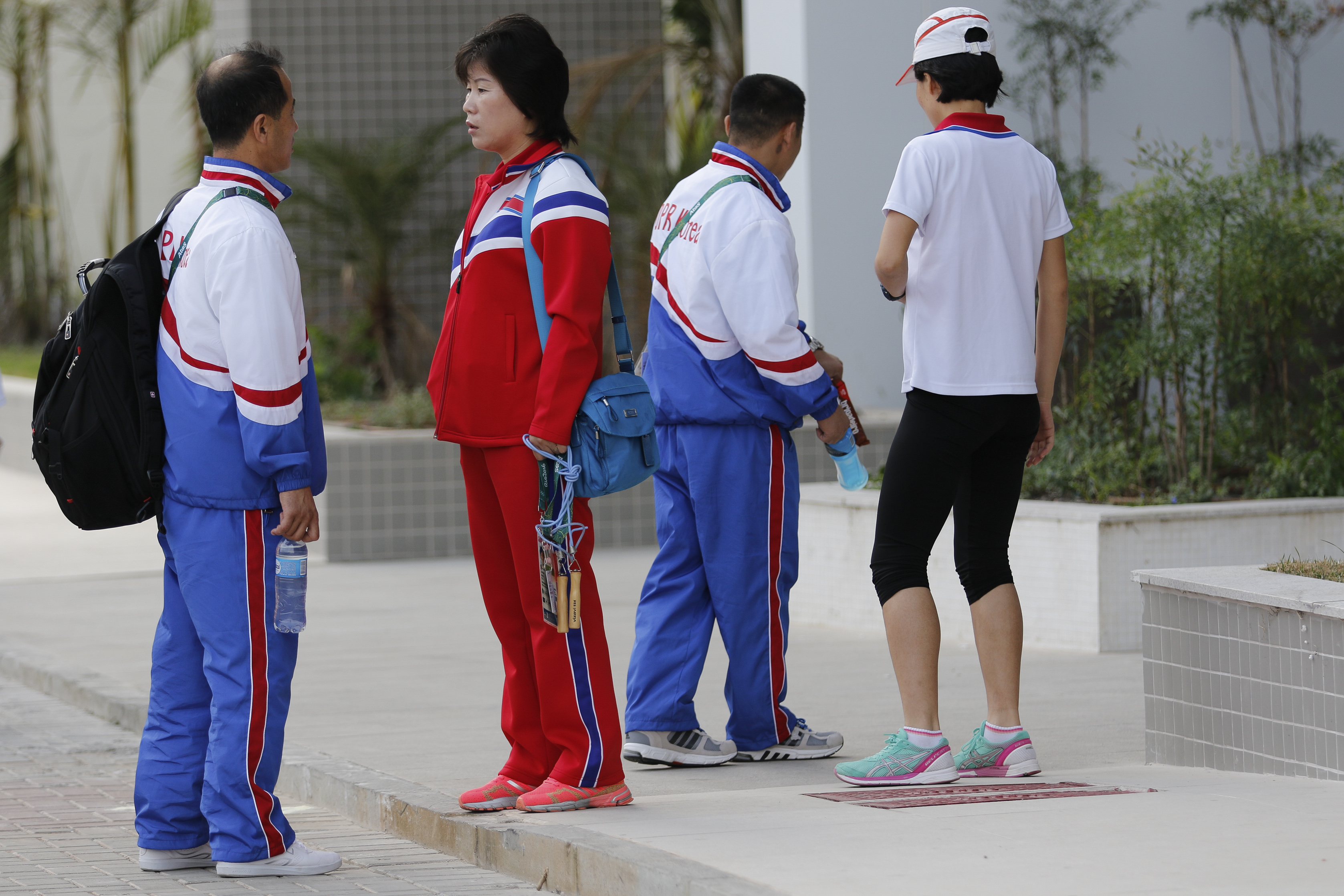
Atletas norcoreanos en la villa olímpica de Río.

Corea del Norte participa en los Juegos Olímpicos de 2016 en Río de Janeiro, Brasil, del 5 al 21 de agosto de 2016.
El levantador de pesas Choe Jon-wi fue el abanderado durante la ceremonia de apertura.

## Medallistas
| Medalla           | Nombre        | Deporte       | Evento                            | Fecha        |
| ----------------- | ------------- | ------------- | --------------------------------- | ------------ |
| Medalla de oro    | Ri Se-gwang   | Gimnasia      | -Salto masculino                  | 15 de agosto |
| Medalla de oro    | Rim Jong-Sim  | Halterofilia  | -Menos de 75 kg femenino          | 12 de agosto |
| Medalla de plata  | Om Yun-Chol   | Halterofilia  | -56 kg masculino                  | 7 de agosto  |
| Medalla de plata  | Choe Hyo-sim  | Halterofilia  | -63 kg femenino                   | 9 de agosto  |
| Medalla de plata  | Kim Kuk-hyang | Halterofilia  | -75 kg femenino                   | 9 de agosto  |
| Medalla de bronce | Kim Song-guk  | Tiro          | 50 metros masculino               | 10 de agosto |
| Medalla de bronce | Kim Song-i    | Tenis de mesa | Tenis de mesa individual femenino | 10 de agosto |

## Deportistas
La siguiente tabla muestra el número de deportistas en cada disciplina:
| Deporte       | Hombres | Mujeres | Total |
| ------------- | ------- | ------- | ----- |
| Atletismo     | 1       | 3       | 4     |
| Gimnasia      | 1       | 1       | 2     |
| Halterofilia  | 4       | 3       | 7     |
| Judo          | 1       | 2       | 3     |
| Lucha         | 2       | 2       | 4     |
| Saltos        | 0       | 3       | 3     |
| Tenis de mesa | 0       | 3       | 3     |
| Tiro          | 2       | 2       | 4     |
| Tiro con arco | 0       | 1       | 1     |
| Total         | 11      | 20      | 31    |